# OKO.press
OKO.press (Ośrodek Kontroli Obywatelskiej (Centre du contrôle citoyen); oko (œil)) est un journal d'enquête polonais créé le 15 juin 2016.

## Création

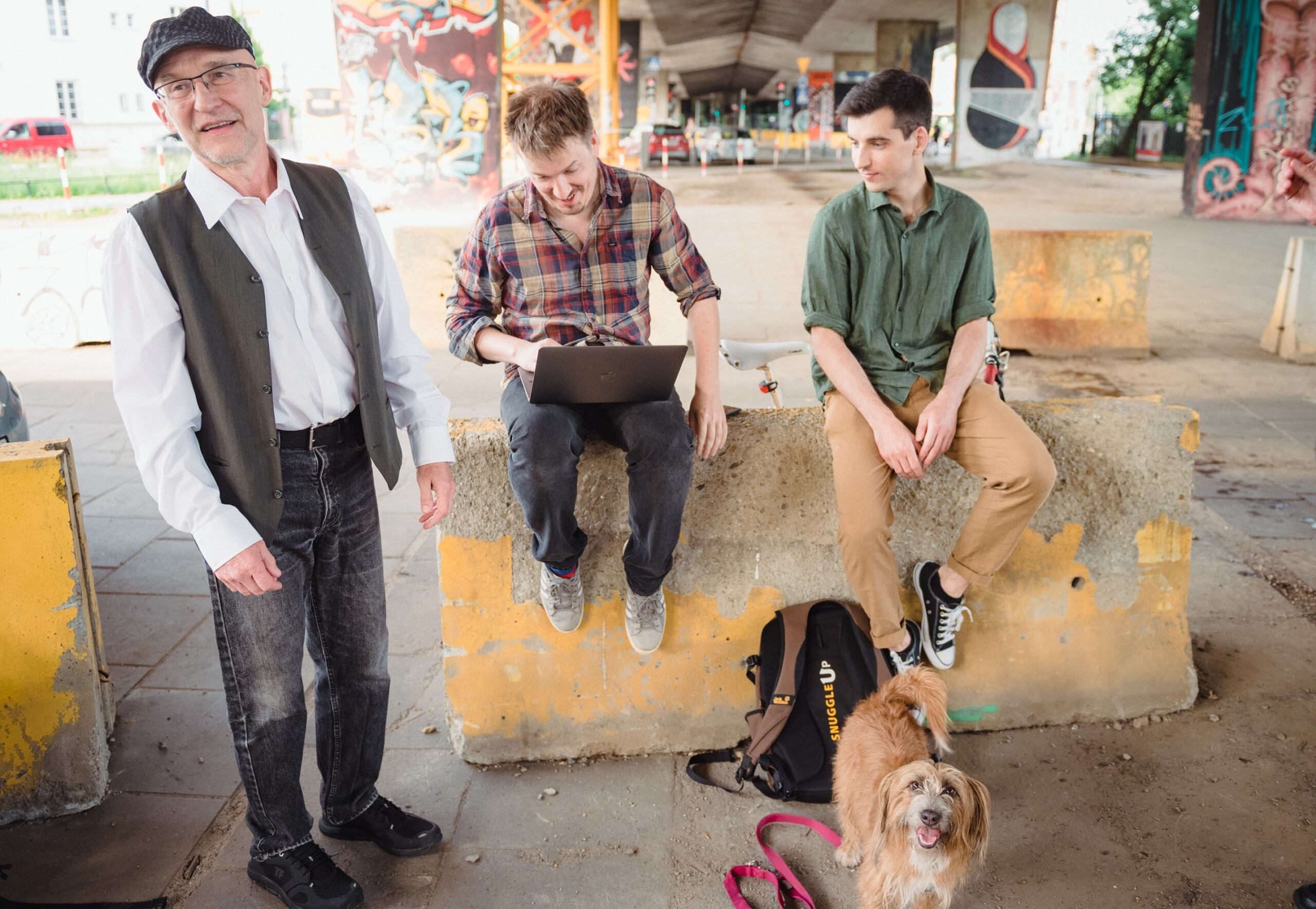
Piotr Pacewicz, Bartosz Kocejko et Daniel Flis de la rédaction d'OKO.press

En juin 2016, le holding Agora SA (pl) et des citoyens privés établissent le journal d'enquête en ligne OKO.press. Le fondateur et rédacteur en chef est Piotr Pacewicz (pl), ancien rédacteur en chef adjoint de Gazeta Wyborcza et la rédactrice en chef adjointe est Bianka Mikołajewska (pl), une journaliste qui publie dans Gazeta Wyborcza et Polityka. Dans l'équipe de journalistes de OKO.press se trouvent des journalistes de Gazeta Wyborcza, de Polityka, de TVN et de la station de radio régionale d'Agora, TOK FM.

## Ligne éditoriale
OKO.press se présente en tant que site du journalisme d'enquête, de la vérification des faits et souhaite promouvoir le débat public et stimuler la discussion des thèmes importants de l'Internet. Le journal prétend suivre douze principes de vérification selon le modèle du projet Politifact aux États-Unis. D'après le journaliste Jarosław Kurski (pl), la création d'OKO.press advient dans le contexte d'un gouvernement qui enlève méthodiquement les contraintes institutionnelles qui protègent les droits des citoyens et l'indépendance des institutions d'état contre les abus gouvernmentaux. Le but est que le journal soit indépendant et des partis politiques et du Comité de défense de la démocratie.

## Réponse internationale
En 2019, OKO.press est décrit internationalement comme « journal d'enquête bien connu » et « acclamé ».

## Prix
En décembre 2016, la rédactrice en chef adjointe de OKO.press, Bianka Mikołajewska, reçoit le prix Grand Press (pl) pour « son courage face aux défis nouveaux et sa précision journalistique » et pour « son bon travail solide de journalisme en se tenant aux faits… plutôt qu'en répétant leur interprétation »
Début 2020, OKO.press se trouve dans la liste courte pour le prix du journalisme de l'Index on Censorship, à côté de Hong Kong Free Press (en), de SOS Médias Burundi et du journaliste vénézuélien Marco Ruiz Silvera,. Le journal polonais gagne le prix, ce qui est annoncé le 16 avril 2020. Index on Censorship justifie le choix d'OKO.press par son œuvre de journalisme d'enquête libre qui ouvre la voie aux autres médias, « crucial dans un environnement glissant de plus en plus vers l'autoritarisme et vers la censure ».